# Guynesomia scoparia
Guynesomia es un género monotípico de plantas herbáceas, perteneciente a la familia Asteraceae.  Su única especie: Guynesomia scoparia,  es originaria de Chile.

## Descripción
Es un arbusto perennifolio endémico de Chile donde se encuentra en la Región de Coquimbo.

## Taxonomía
Guynesomia scoparia fue descrita por (Phil.) Bonif. & G.Sancho y publicado en el Taxon 53(3): 677. 2004.
Sinonimia
- Hinterhubera scoparia (Phil.) Cabrera
- Nardophyllum scoparium Phil.[4]